# Cicindela highlandensis
Cicindela highlandensis är en skalbaggsart som beskrevs av Choate 1984. Cicindela highlandensis ingår i släktet Cicindela och familjen jordlöpare. Inga underarter finns listade i Catalogue of Life.